# Чехословакизм
Чехословакизм (чеш. Čechoslovakismus, словац. Čechoslovakizmus) — идеология, провозглашавшая, что на северных территориях бывшей Австро-Венгрии живут «чехословаки», а не чехи и словаки. Эта идеология послужила основой для создания в 1918 году государства Чехословакия. Данная доктрина была закреплена в Конституции Чехословакии 1920 года. Статистика времён Первой республики (1918—1938) упоминает именно «чехословаков», а не «чехов» и «словаков»
| Национальный состав Чехословакии в 1921 году | Национальный состав Чехословакии в 1921 году | Национальный состав Чехословакии в 1921 году |
| Всё население                                | 13 607 385                                   |                                              |
| -------------------------------------------- | -------------------------------------------- | -------------------------------------------- |
| Чехословаки                                  | 8 759 701                                    | 64,37 %                                      |
| Немцы                                        | 3 123 305                                    | 22,95 %                                      |
| Венгры                                       | 744 621                                      | 5,47 %                                       |
| Русины                                       | 461 449                                      | 3,39 %                                       |
| Евреи                                        | 180 534                                      | 1,33 %                                       |
| Поляки                                       | 75 852                                       | 0,56 %                                       |
| Прочие                                       | 23 139                                       | 0,17 %                                       |
| Иностранцы                                   | 238 784                                      | 1,75 %                                       |
|                                              |                                              |                                              |

Не все жители Чехословакии поддерживали эту идеологию. Когда перед Второй мировой войной Чехия была оккупирована Германией, то на территории Словакии образовалось независимое словацкое государство. После Второй мировой войны Чехословакия вновь объединилась, но идеология «единой нации» полностью восстановлена не была.
Концом данной концепции явилась Конституция 1960 года в редакции 1968 года, провозгласившая Чехословакию федерацией двух национальных республик.